# Fraterwaard

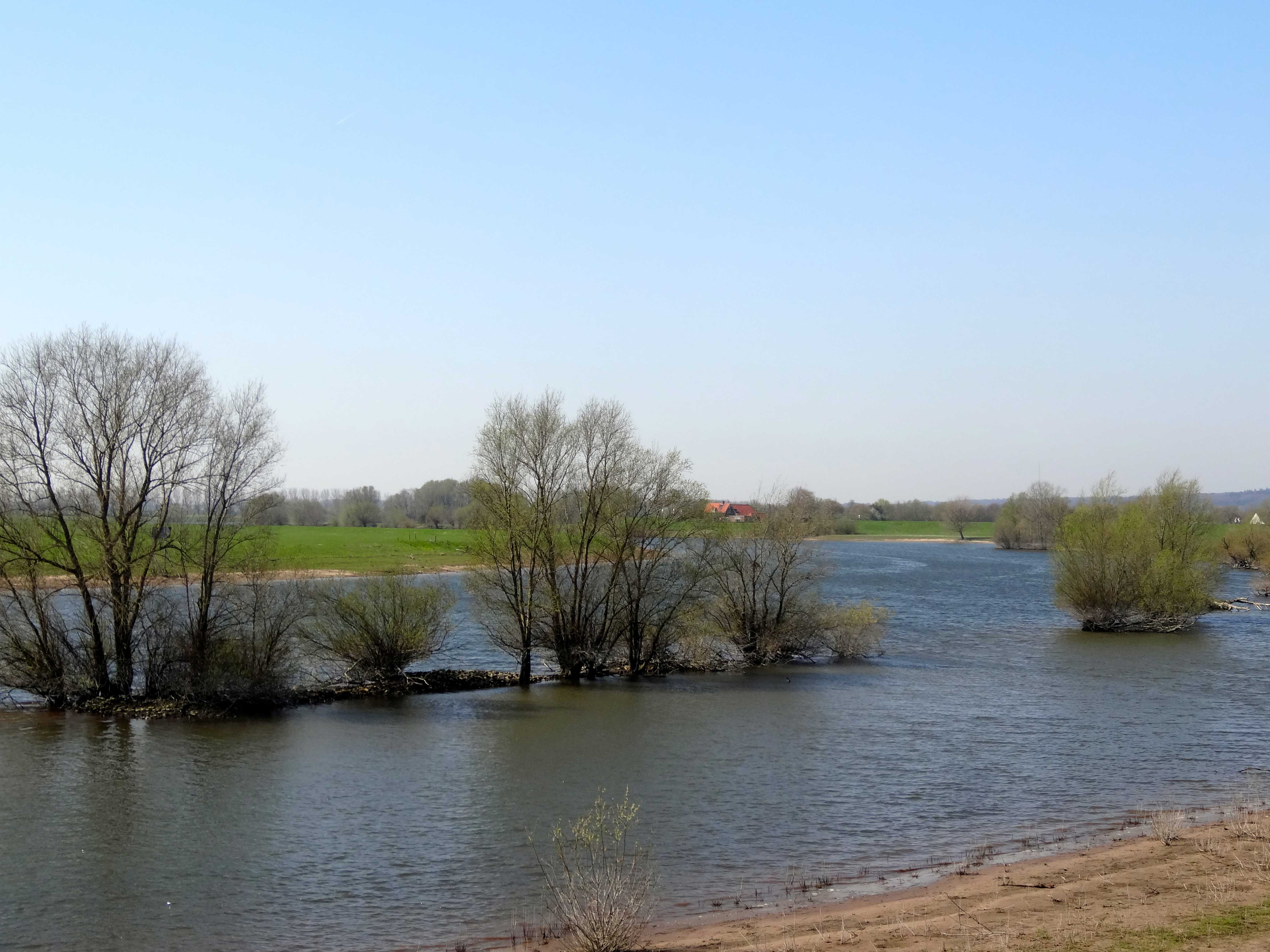
De Fraterwaard ligt aan de overzijde van het water (het Zwarte Schaar)

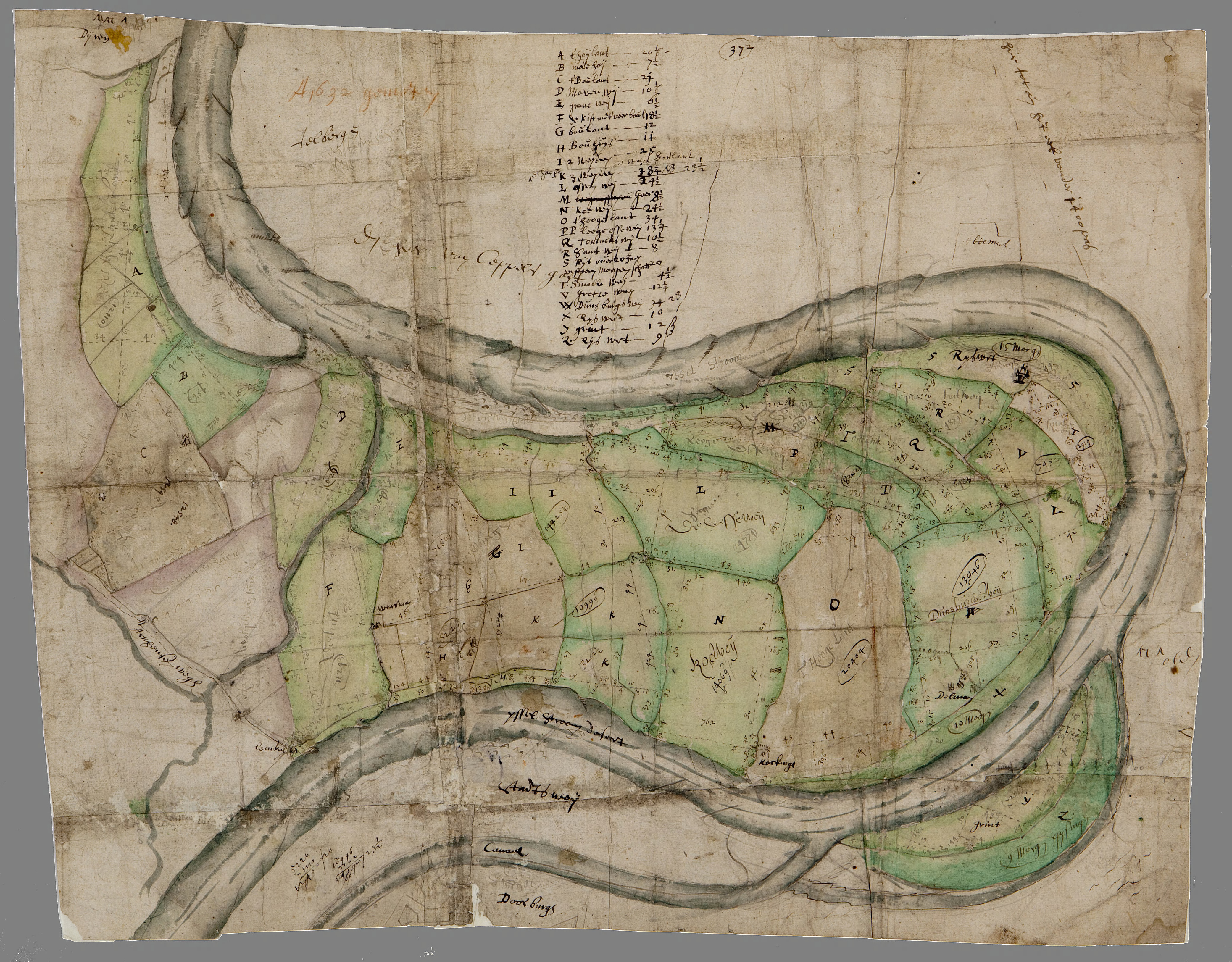
De Fraterwaard in 1632 getekend door Nicolaes van Geelkercken

De Fraterwaard is een riviereiland in de Nederlandse provincie Gelderland.
De Fraterwaard ligt ten noorden van Doesburg. De waard wordt aan de westzijde begrensd door de rivier de IJssel en aan de overige zijden door het Zwarte Schaar, een oude meander van de IJssel. De waard heeft een oppervlakte van 296 hectare. De Fraterwaard is een kronkelwaard. Deze is in de loop der tijd gevormd door de geleidelijke verschuiving van de meander naar het oosten. Hierdoor ontstond een reliëfrijk terrein waar oude rivierlopen nog steeds goed herkenbaar zijn in het landschap als stroomruggen en tussenliggende dalen. Tot in de negentiende eeuw waren de geomorfologische processen die de waard hebben gevormd nog actief. In 1954 is deze bocht van de IJssel bij het kanaliseren van de rivier bij Doesburg als eerste afgesneden.
De waard wordt gebruikt als weideland. De Fraterwaard, het Zwarte Schaar en de Grind (een uiterwaard aan de oostzijde van het Zwarte Schaar) zijn aangewezen als Vogelrichtlijngebied en maken deel uit van de ecologische hoofdstructuur van Nederland.
In 2017 is de Stichting Fraterwaard opgericht om de Fraterwaard te behouden en te beschermen.